# Spiess (Luftschiff)

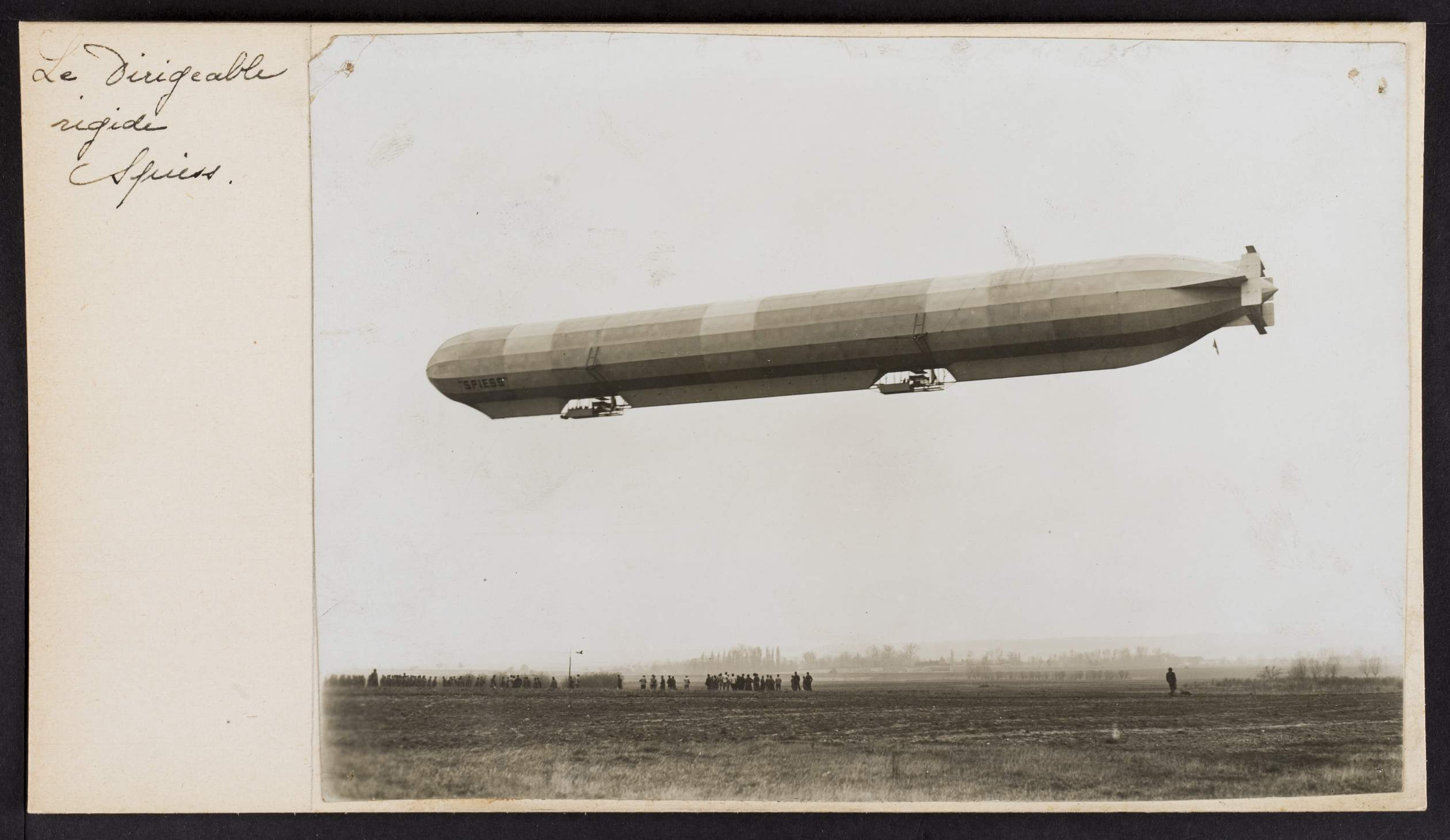
Le Spiess

Ansicht von innen

Die Spiess war das einzige in Frankreich hergestellte Starrluftschiff. Es wurde von der Société Française de Ballons Dirigeables et d’Aviation Zodiac nach Plänen von Joseph Spiess gebaut. Der Erstflug fand am 13. April 1913 statt. Das Luftschiff erfüllte nicht die Erwartungen des Militärs und wurde 1914 demontiert.